# Kulle (Messer)

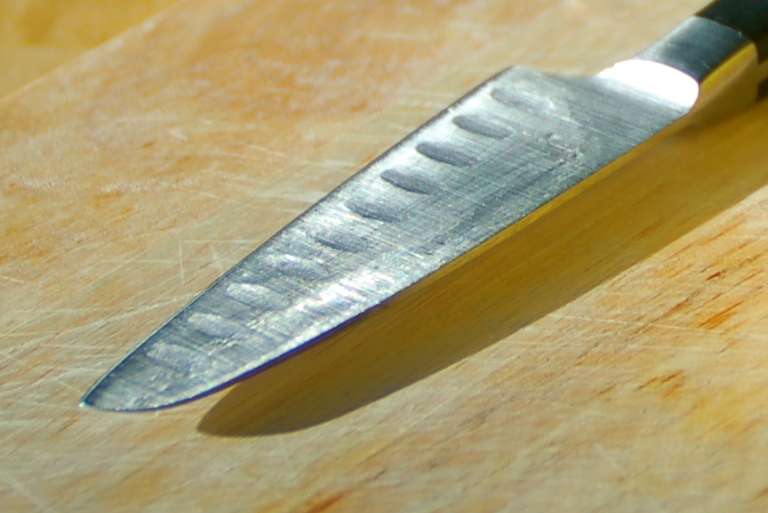
Messer mit Kullen

Eine Kulle bezeichnet eine Vertiefung knapp oberhalb der Schneide eines Messers. Typischerweise sind mehrere nahe beieinanderliegende Kullen parallel zur Schneide über die gesamte Schnittlänge eingeprägt. Zweck der Kullen ist es, das Anhaften von insbesondere dünnem, fettigem oder anderweitig klebrigem Schnittgut, etwa Schinken oder Käse, am Messer zu verhindern und so auch sehr dünne Scheiben beschädigungsfrei abschneiden zu können.
Diese Eigenschaft beruht auf der Verringerung der Klingenfläche, die mit dem Schnittgut in Berührung kommt. Bei reinen Käsemessern befinden sich statt der Kullen sogar Löcher in der Klinge, die denselben Effekt erzielen. Da sich weiches oder sehr dünnes Schnittgut jedoch in den Löchern verfangen kann, sind Löcher nicht universell einsetzbar. Kullen hingegen stellen einen guten Kompromiss zwischen Verringerung der Klingenoberfläche und Stabilisierung des Schnittgutes dar.